# Ranzan
Ranzan (嵐山町 Ranzan-machi?) es un pueblo en la prefectura de Saitama, Japón, localizado en el centro-este de la isla de Honshū, en la región de Kantō. El 1 de marzo de 2021 tenía una población estimada de 17 954 habitantes y una densidad de población de 600 personas por km².

## Geografía
Ranzan está localizado en la parte central de la prefectura de Saitama. Limita con las ciudades de Fukaya, Kumagaya y Higashimatsuyama, así como con los pueblos de Ogawa, Namegawa, Tokigawa, Hatoyama y Yorii.

## Historia
Las villas de Sugaya y Nanasato se crearon dentro del distrito de Hiki el 1 de abril de 1889. Las dos se fusionaron el 15 de abril de 1955 como villa de Sugaya, que fue elevada al estatus de pueblo el 15 de abril de 1967, tomando el nombre de Ranzan.

## Demografía
Según los datos del censo japonés, la población de Ranzan ha disminuido lentamente en los últimos 20 años.
| Gráfica de evolución demográfica de Ranzan entre 1940 y 2015 |
|                                                              |
| Oficina de Estadística de Japón                              |